# Löwenströmska lasarettet
Löwenströmska lasarettet är en tätort i Upplands Väsby kommun. Den har växt upp i anslutning till det sjukhus som gett den sitt namn.

## Gamla lasarettet
Genom gåvobrev och testamente 1811 lät ryttmästaren Gustaf Adolf Löwenström instifta en sjukvårdsanstalt, benämnd Löwenströmska lasarettet, för att gottgöra att hans bror, Jacob Johan Anckarström, mördade kung Gustav III 1792. Enligt föreskrifterna skulle Serafimerorden förvalta medlen.
Christian Ziegert, som kom från Tyskland, blev den förste sjukhuschefen och stannade på sjukhuset i fyrtio år och som medhjälpare hade Ziegert en Beata Westerberg som var såväl sköterska som kokerska och städerska. Vägar i området har uppkallats efter båda dessa personer.
År 1876 övertog Stockholms läns landsting förvaltningen av Stiftelsen Löwenströmska Lasarettet från Serafimerorden.
När ett nytt lasarett byggdes i kommunen under 1960- och 1970-talet fick det gamla en tid tjänstgöra som långvård men har sedan stått tomma fram till det att Landstinget 2009 sålde dem till ett fastighetsbolag. Många av byggnaderna i området har förfallit och utsatts för skadegörelse, men det finns ambitioner att rusta upp de historiska byggnaderna och inrymma vårdhem och lägenheter i dem, men bullret från flygplatsen Arlanda har flera gånger satt stopp för planerna.
Sedan 2011 pågår en omfattande teknisk upprustning i ledning av det dansk-svenska arkitektkontoret ArkitemaDOT 

## Löwenströmska sjukhuset
Den nyare lasarettsbyggnaden var från början ett akutsjukhus. Akutsjukvården och BB-avdelningen lades ned i slutet av 1990-talet för att ersättas av Danderyds sjukhus och Karolinska sjukhuset. Idag är en rad antal operationsverksamheter, vårdavdelningar samt specialistläkarmottagningar inrymda i sjukhusets lokaler. Bland annat har Löwenströmska sjukhuset vårdavdelningar inom geriatrik och ortopedisk kirurgi samt en välfungerande vårdcentral (Östra vårdcentralen, driven av Praktikertjänst AB), röntgen och dialys.
1985 tillkom en renodlad byggnad för psykiatrisk vård. Det finns i nuläget sju rättspsykiatriska slutenvårdsavdelningar och en öppenvård.

## Befolkningsutveckling
| Befolkningsutvecklingen i tätorten Löwenströmska lasarettet 1960–2020 | Befolkningsutvecklingen i tätorten Löwenströmska lasarettet 1960–2020 | Befolkningsutvecklingen i tätorten Löwenströmska lasarettet 1960–2020 | Befolkningsutvecklingen i tätorten Löwenströmska lasarettet 1960–2020 | Befolkningsutvecklingen i tätorten Löwenströmska lasarettet 1960–2020 |
| --------------------------------------------------------------------- | --------------------------------------------------------------------- | --------------------------------------------------------------------- | --------------------------------------------------------------------- | --------------------------------------------------------------------- |
|                                                                       |                                                                       |                                                                       |                                                                       |                                                                       |
| År                                                                    |                                                                       |                                                                       | Folkmängd                                                             | Areal (ha)                                                            |
| 1960                                                                  | 1960                                                                  |                                                                       | 302                                                                   | 61                                                                    |
| 1965                                                                  | 1965                                                                  |                                                                       | 280                                                                   | 65                                                                    |
| 1970                                                                  | 1970                                                                  |                                                                       | 390                                                                   |                                                                       |
| 1975                                                                  | 1975                                                                  |                                                                       | 222                                                                   |                                                                       |
| 1980                                                                  | 1980                                                                  |                                                                       | 332                                                                   |                                                                       |
| 1990                                                                  | 1990                                                                  |                                                                       | 566                                                                   | 73                                                                    |
| 1995                                                                  | 1995                                                                  |                                                                       | 499                                                                   | 73                                                                    |
| 2000                                                                  | 2000                                                                  |                                                                       | 524                                                                   | 76                                                                    |
| 2005                                                                  | 2005                                                                  |                                                                       | 507                                                                   | 76                                                                    |
| 2010                                                                  | 2010                                                                  |                                                                       | 518                                                                   | 76                                                                    |
| 2015                                                                  | 2015                                                                  |                                                                       | 636                                                                   | 68                                                                    |
| 2020                                                                  | 2020                                                                  |                                                                       | 581                                                                   | 66                                                                    |
|                                                                       |                                                                       |                                                                       |                                                                       |                                                                       |

## Galleri

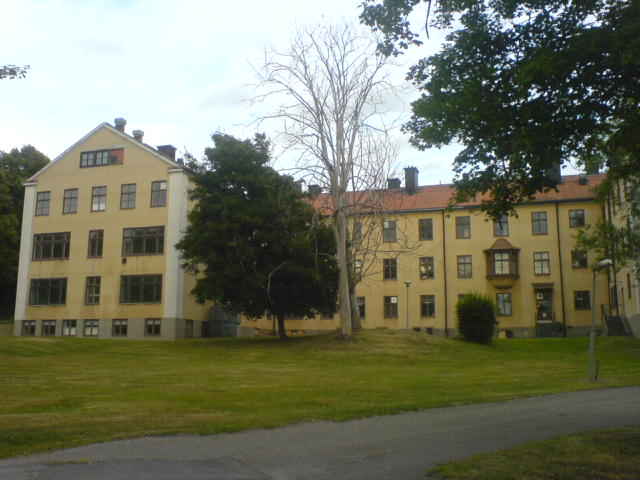
Ga. Löwenströmska lasarettet. Norra sidan.
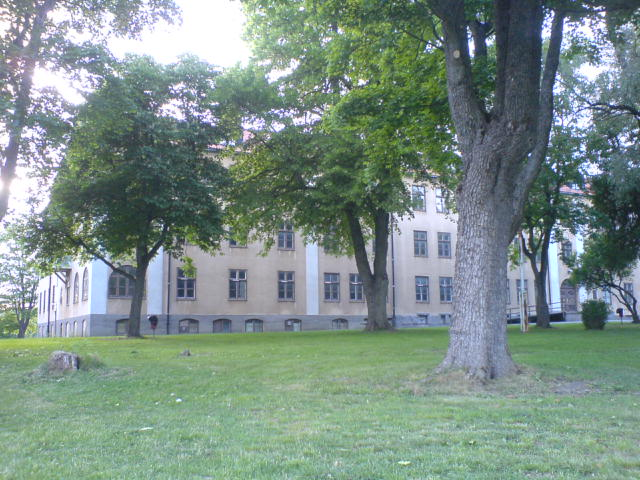
Ga. Löwenströmska lasarettet. Södra sidan.
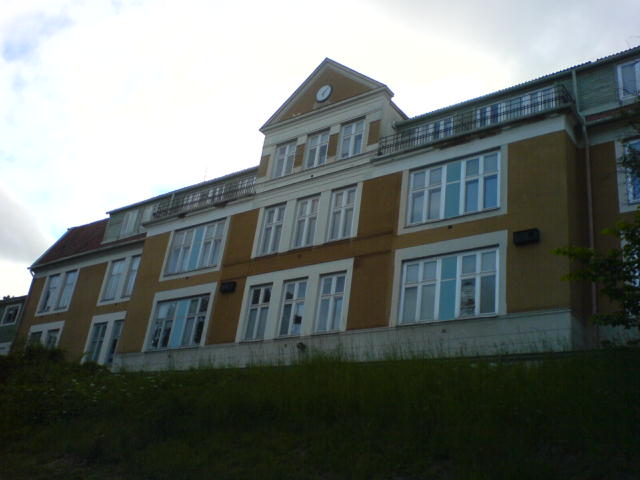
Sanatoriet. Uppfört 1910.
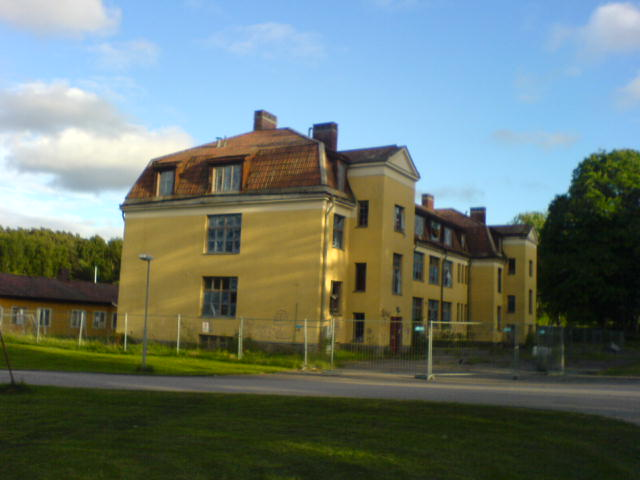
Asylen, vårdhem för "sinnesslöa", senare yrkesskola.
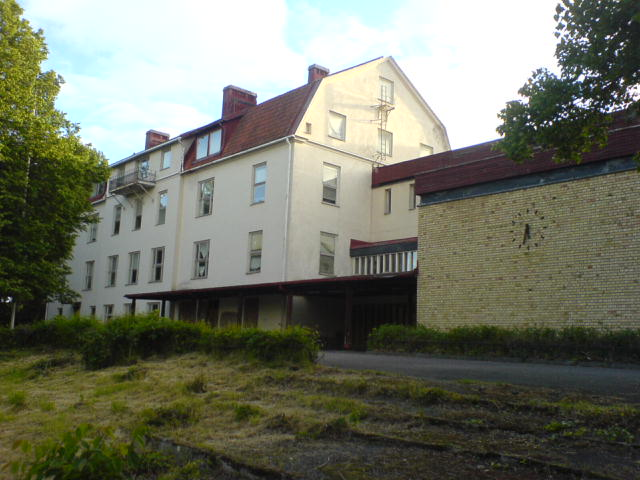
Klockbackaskolan. "Skola för sinnesslöa"